# 西堀酒造
西堀酒造株式会社（にしぼりしゅぞう）は、栃木県小山市大字栗宮に本社および工場を置く日本の酒造会社。

## 概要
幕末から明治維新期に、滋賀県東近江出身の、西堀家10代目・西堀源治郎（三左衛門）が、現在の酒蔵を譲り受け、1872年（明治5年）、初代・西堀三左衛門が酒造業を始めた。現在、5代目当主・西堀和男が「若盛（わかさかり）」、「門外不出（もんがいふしゅつ）」ブランドの日本酒を醸造販売する老舗酒造メーカーである。

## 沿革
- 年代不詳（江戸末期）- 現在の酒蔵は、この時期に建てられた。
- 年代不詳（幕末 - 明治維新期）- 滋賀県東近江町近江出身の、西堀家の10代目・西堀源治郎が、日光連山より湧き出す天然水に魅せられ、現在の酒蔵を譲り受けた[2]。
- 1872年（明治5年）- 初代・西堀三左衛門が創業。
- 1995年（平成7年）- 酒蔵を改造し「前蔵アンテナショップ」を開く。
- 2006年頃（平成18年頃）- 各種イベントや試飲会の開催、毎年、春（3月）と秋（10月）に「蔵開き」を開催。
- 2016年（平成28年）- 現在、5代目当主・西堀和男が蔵を継承している[1]。

## 営業情報
- 定休日 - 日曜日・祝日
- 営業時間 - 午前8時 - 午後5時
- 蔵見学 - 予約が必要
- 駐車場 - 有り、大型車両可

## 文化財
登録有形文化財（建造物）
登録年月日:2008年（平成20年）4月18日、種別:産業2次/建築物（煙突:その他工作物）、登録基準:国土の歴史的景観に寄与しているもの。
西堀酒造仕込蔵
年代:1912年 - 1925年（大正中期）建築、1995年（平成7年）改修、土蔵造平屋建、瓦葺、建築面積239m2。
西堀酒造瓶詰場
年代:1912年 - 1925年（大正期）建築、土蔵造2階建、瓦葺、建築面積221m2。
西堀酒造煙突
年代:1912年 - 1925年（大正期）建築、煉瓦造、高さ14m。
西堀酒造長屋門
年代:1912年 - 1925年（大正期）建築、木造造平屋建、瓦葺、建築面積42m2。

## 受賞歴
全国新酒鑑評会
- 平成16酒造年度 - 「若盛」金賞受賞[7]
- 平成17酒造年度 - 「若盛」金賞受賞[8]
- 平成18酒造年度 - 「若盛」金賞受賞[9]
- 平成20酒造年度 - 「若盛」金賞受賞[10]
- 平成27酒造年度 - 「若盛」金賞受賞[11]
- 平成30酒造年度 - 「若盛」金賞受賞[12]
- 令和2酒造年度 - 「若盛」金賞受賞[13]
- 令和4酒造年度 - 「若盛」「門外不出」金賞受賞[14]

## 交通
鉄道
- JR宇都宮線 - 小山駅下車、タクシーで10分

## その他
六代目・西堀哲也によると、若駒酒造とは繋がりがあり、近江の同じ町出身で、西堀の初代は若駒に於いても修行、「若盛」の若は若駒の若から戴いたとの事である。

## 関連文献
- 小山市教育委員会『小山市文化財調査報告書 第75集』「建造物調査報告書 小山市文書館・若駒酒造・小山家・西堀酒造・岸家住宅」栃木県小山市教育委員会、2009年2月